# Masahiko Kondō
Masahiko Kondō (jap. 近藤真彦 Kondō Masahiko; ur. 19 lipca 1964 w Jokohamie) – japoński piosenkarz, autor tekstów, aktor i kierowca wyścigowy. Właściciel zespołu Kondo Racing.

## Życiorys

### Kariera muzyczna
We współpracy z agencją Johnny & Associates Kondō zadebiutował singlem „Sneaker Blues” w 1980 roku, który stał się numerem 1 na tygodniowej liście przebojów Oricon w grudniu 1980 roku. Tym samym stał się pierwszym piosenkarzem, który zadebiutował na liście Oricon z numerem 1. 5 marca 1981 roku Japończyk wydał swój pierwszy album studyjny Thank Ai You. W 1985 roku Kondō zawarł współpracę z Sony Music Entertainment Japan, a 31 grudnia 1987 roku jego piosenka „Orokamono” zdobyła nagrodę Grand Prix 29th Japan Record Awards.
W 1996 roku Japończyk stworzył piosenkę „Midnight Shuffle” dla japońskiej TV Dramy „Ginrō Kaiki File: Futatsu no Zunō o Motsu Shōnen”, która również zyskała uznanie wśród głosujących i uplasowała się na 4 miejscu na liście Oricon.
W 2005 roku Kondo ponownie w całości poświęcił się muzyce. 14 grudnia 2005 roku ukazał się jego singiel „Chōsensya”. W celu promocji swojej osoby rozpoczął również trasę koncertową oraz pojawiał się często w programach telewizyjnych. 25 stycznia 2006 roku Sony wydało jego Tribute album „Matchy Tribute”. W grudniu 2007 roku Kondo rozpoczął współpracę z Johnny's Jr, z którym stworzył single „Mezamero! Yasei”, „Banka (Otokotachi no Banka)”, „Motto”. W 2010 roku Japończyk został nagrodzony tytułem najlepszego piosenkarze w 52nd Japan Record Awards.

### Kariera wyścigowa
Kondō rozpoczął karierę w międzynarodowych wyścigach samochodowych w 1991 roku od startów w Japońskiej Formule 3 oraz w Japanese Touring Car Championship. W Japanese Touring Car Championship z dorobkiem 24 punktów uplasował się na 44 pozycji w klasyfikacji generalnej. W tym samym roku był siedemnasty w wyścigu Formuła 3 Fuji Cup. W późniejszych latach Japończyk pojawiał się także w stawce All-Japan GT Championship, 24-godzinnego wyścigu Le Mans, Japońskiej Formuły 3000, Formuły Nippon, Super GT, 1000 km Suzuka oraz Japan GT Festival in Malaysia.

## Wyniki w 24h Le Mans
| Rok  | Zespół                              | Partnerzy                        | Samochód               | Klasa     | Okr. | Poz. | Klasa Pos. |
| ---- | ----------------------------------- | -------------------------------- | ---------------------- | --------- | ---- | ---- | ---------- |
| 1994 | A.D.A. Engineering Ltd. Team Nippon | Jun Harada Tomiko Yoshikawa      | Porsche 962C GTi       | LMP1 /C90 | 189  | NS   | NS         |
| 1995 | NISMO                               | Hideo Fukuyama Shunji Kasuya     | Nissan Skyline GT-R LM | GT1       | 271  | 10   | 5          |
| 1996 | NISMO                               | Aguri Suzuki Masahiko Kageyama   | Nissan Skyline GT-R LM | GT1       | 209  | NU   | NU         |
| 2000 | TV Asahi Team Dragon                | Keiichi Tsuchiya Akira Iida      | Panoz LMP-1 Roadster-S | LMP900    | 330  | 8    | 7          |
| 2001 | Viper Team Oreca                    | Seiji Ara Ni Amorim              | Chrysler LMP           | LMP900    | 243  | NU   | NU         |
| 2002 | Kondo Racing                        | Ian McKellar Jr François Migault | Dome S101-Judd         | LMP900    | 182  | NU   | NU         |
| 2003 | Kondo Racing                        | Ukyō Katayama Ryō Fukuda         | Dome S101-Mugen        | LMP900    | 322  | 13   | 8          |